# Homme de Herto
Homo sapiens idaltu
L'Homme de Herto est le nom donné à un groupe de trois crânes fossiles (deux adultes et un enfant), découverts en 1997 en Éthiopie, dans la région de l'Afar, près du village de Herto, par l'équipe du paléoanthropologue américain Timothy White. Celui-ci publia sa découverte en 2003 sous la dénomination d'Homo sapiens idaltu. Ces fossiles ne sont plus considérés aujourd'hui comme une sous-espèce d'Homo sapiens, mais comme une forme archaïque d'Homo sapiens antérieure à l'Homme moderne.

## Historique
Les fossiles ont été découverts en 1997 par l'équipe de Timothy White dans le membre Herto de la formation géologique Bouri, qui se trouve dans la moyenne vallée de l'Awash, en Éthiopie. Ils sont constitués de trois crânes, notés BOU-VP-16/1, 16/2, et 16/5, ainsi que de plusieurs fragments divers et de quelques dents isolées.
Au vu de leurs caractères jugés distincts de l'Homme moderne, Timothy White proposa en 2003 de les attribuer à une nouvelle sous-espèce dénommée Homo sapiens idaltu. La mention idaltu, qui signifie « ainé » en langue Afar, visait à marquer leur position de représentant le plus ancien de l'espèce Homo sapiens à l'époque de leur dénomination.

## Datation
Datés de 154 000 à 160 000 ans par la méthode potassium-argon, ces fossiles ont été les plus vieux représentants de l'espèce Homo sapiens jusqu'en février 2005, date à laquelle fut publié un article datant à 195 000 ans deux crânes également éthiopiens appelés Omo 1 et Omo 2, découverts en 1967. Ces derniers ont à leur tour été supplantés en juin 2017, lors de la publication de la découverte de plusieurs spécimens fossiles d'Homo sapiens sur le site de Djebel Irhoud, au Maroc, datés de 300 000 ans.

## Description
BOU-VP-16/1 est un crâne adulte masculin presque complet. Il présente la même morphologie d'ensemble qu'un crâne d'homme moderne, tout en étant un peu plus robuste, plus long et plus large, avec un volume endocrânien de 1 450 cm3, légèrement supérieur aux humains actuels. Le torus sus-orbitaire est réduit. L'os occipital ne montre pas la fosse sus-iniaque caractéristique des Néandertaliens. L'os frontal demeure toutefois un peu plus pentu que chez l'Homme moderne et l'arrière du crâne présente un fort torus occipital. 
BOU-VP-16/2 est un crâne adulte partiel encore plus robuste que le précédent, et BOU-VP-16/5 est le crâne partiel d'un enfant de 6 ou 7 ans.
Les trois crânes portent des traces d'entailles et de polissage, ce qui pourrait correspondre à des pratiques mortuaires.